# اف‌ان بالیستا
اف‌ان بالیستا (FN Ballista) یک تفنگ تک‌تیراندازی ساخت شرکت اف ان ارستال بلژیک می باشد.